# Latiromitra okinavensis
Latiromitra okinavensis is een slakkensoort uit de familie van de Ptychatractidae. De wetenschappelijke naam van de soort is voor het eerst geldig gepubliceerd in 1961 door MacNeil.